# Bořivoj
Bořivoj je mužské křestní jméno slovanského původu, jako jeho význam se obvykle uvádí „bojovník“. Podle českého kalendáře má svátek 30. července. Existuje i zkrácená verze toho jména – Bořek.

## Statistické údaje
Následující tabulka uvádí četnost jména v ČR a pořadí mezi mužskými jmény ve srovnání dvou roků, pro které jsou dostupné údaje MV ČR – lze z ní tedy vysledovat trend v užívání tohoto jména:
| Rok       | Četnost   | Pořadí   |
| 1999      | 2271      | 118.     |
| 2002      | 2182      | 120.     |
| Porovnání | o 89 méně | o 2 hůře |
| 2006      | 2002      | 131.     |
| 2013      | 1727      | 331.     |

Změna procentního zastoupení tohoto jména mezi žijícími muži v ČR (tj. procentní změna se započítáním celkového úbytku mužů v ČR za sledované tři roky 1999-2002) je -3,2%.

## Bořivoj v jiných jazycích
- Slovensky, srbocharvátsky: Borivoj
- Polsky: Borzywoj

## Známí nositelé jména
- Bořivoj I. – první historicky doložený český panovník
- Bořivoj II. – český kníže v letech 1100–1107 a 1117–1120
- Bořivoj Čelovský – český historik
- Bořivoj Minář (* 1959) – český podnikatel a viceprezident Hospodářské komory České republiky
- Bořivoj Navrátil – český herec
- Bořivoj Penc – český herec
- Bořivoj Zeman – český režisér